# Красная померанцевая щитовка
Красная померанцевая щитовка (лат. Aonidiella aurantii) — вид полужесткокрылых насекомых-кокцид рода Aonidiella из семейства щитовки (Diaspididae). Опасный вредитель цитрусовых культур, вызывает опадение плодов и листьев, усыхание целых растений.

## Распространение
Всесветно расселённый тропический и субтропический вид: Австралия, Океания, Африка, Неарктика (Мексика, США), Неотропика (Аргентина, Бразилия, Галапагосские острова), Чили), Палеарктика, Ориентальная область. Завезена с кормовыми растениями во многие страны мира, в том числе в Европу: Грузия (Абхазия, Аджария), Испания, Италия, Кипр, Франция.

## Описание
Мелкие щитовки (диаметр около 2 мм), форма тела у самок округлая или овальная (у самцов щиток овальный), плоская; основная окраска красно-коричневая или красно-жёлтая. Взрослые самцы мелкие желтоватые двукрылые насекомые, которые живут около 6 часов и после спаривания погибают. Они находят неоплодотворённых самок по запаху феромонов, которые те испускают. Дают от 4 (Израиль) до 8 поколений в год (в тропиках). Живородящий вид, в Калифорнии самки приносят в среднем до 70 личинок.
Питаются соками разнообразных растений из нескольких десятков семейств. Полифаг, встречается на листьях, побегах, плодах, на ветках и стволах. Вредит таким важным культурам, как апельсин (Citrus sinensis), лимон (Citrus limon), померанец (Citrus aurantium), японская хурма, инжир, яблоня, слива, маслины, виноград, пальмы, бананы, мандарин (Citrus reticulata), грейпфрут (Citrus paradisi). Среди кормовых растений, например такие, как Rutaceae (Aegle marmelos; Choisya; Citrus decumana; Citrus grandis ; Citrus maxima; Citrus nobilis; Citrus nobilis; Citrus pomela; Citrus ; Murraya exotica); Salicaceae (Salix babylonica; Salix discolor; Salix; Scolopia oldhami), Arecaceae (Areca alicaceae; Areca triandra; Chamaedorea ; Cocos nucifera; Cocos plumosa; Cocos) и многие другие.
Среди других важных культур, которые повреждает красная померанцевая щитовка, такие как папайя (Carica papaya) на Тайване, гуава (Psidium guajava) в Индии и маслины в Калифорнии и странах Средиземноморья и Марокко.
Естественные враги различаются в разных частях её ареала. Паразитоиды включают такие виды, как Aphelinus africanus, Aphytis, Comperiella bifasciata, Encarsia, Habrolepis rouxi и Signiphora fax. Среди хищников Aleurodothrips fasciapennis, Chilocorus, Cybocephalus micans, Cryptolaemus montrouzieri, Hemisarcoptes malus и Rhyzobius lophanthae.
В Калифорнии (США) несколько видов хищников поедают красную померанцевую щитовку, включая божьих коровок Rhyzobius lophanthae, Chilocorus orbus и Chiliocorus cacti. Среди паразитических наездников виды Aphytis melinus, Aphytis lingnanensis и Comperiella bifasciata могут контролировать их численность. Среди муравьёв отмечено хищничество аргентинского инвазивного муравья Linepithema humile.
Вид был впервые описан в 1879 году новозеландским политиком и энтомологом Уильямом Майлсом Маскелом (William Miles Maskell; 1839—1898) как Aspidiotus aurantii и назван по имени кормового растения (померанец или Citrus aurantium) по материала из Новой Зеландии на лимонах и апельсинах, импортированных их Сиднея (Австралия).
Таксон Aonidiella aurantii включён в состав рода Acutaspis вместе с таксонами A. araucariae, A. comperei, A. eugeniae, A. orientalis, A. taxus, A. tectaria, A. tinerfensis, A. tsugae, A. pini, A. rex, A. yehudithae.